# Ругару
Ругару е същество от индианския и американския фолклор приличащо на върколак, споменавано в легендите на американските индианци. Те го описват, като получовек-полувълк. Думата „Ругару“ означава върколак и е на езика Мичиф, говорен от канадските метиси. Тъй като този език представлява основно смесица от френски език и езика на племето Кри от алгонкинските народи, „Ругару“ всъщност е индианското произношение на френската дума за върколак „Loup Garou“ (Луп Гару).

## Наблюдения
Ругару е наблюдаван от древни времена по земите в американската прерия и горите на Канада и Скалистите планини. В наши дни има сведения за фермери наблюдавали странното същество да се разхожда около къщите им и да набикаля кошарите с добитък.

## Теории
Криптозоолозите смятат че Ругару е същество което е приличащо на вълк но вероятно не е върколак. Според тях това е възможно да е вид праисторически вълк оцелял до наши дни в много малка популация, в горите на Северна Америка. друга по-малко поддържана теория е че това всъщност е Бигфуд или същество, като Бигфуд.